# Antonella Bellutti
Antonella Bellutti (* 7. November 1968 in Bozen, Südtirol) ist eine ehemalige italienische Radsportlerin, Leichtathletin, Bobfahrerin und Sportfunktionärin. Sie ist zweifache Olympiasiegerin im Bahnradsport und war eine der dominierenden Bahnradsportlerinnen der 1990er Jahre.

## Sportliche Laufbahn
Nach ihrer Ausbildung zur Grundschullehrerin in Bozen und zur Sportlehrerin in Florenz arbeitete Bellutti als Sportlehrerin und Trainerin sowie als Sportjournalistin und Sportfunktionärin (Nationales Olympisches Komitee).
Zwischen 1982 und 1992 bestritt Bellutti als Leichtathletin die Sprint-Disziplinen 100-Meter-Lauf und 400-Meter-Lauf sowie Siebenkampf und konnte dabei sieben italienische Rekorde aufstellen, sieben italienische Meistertitel und verschiedene Jugendpreise gewinnen. Nach einer Verletzung wechselte sie 1992 zum Radsport.
Im Bahnradfahren gewann Bellutti zwei olympische Goldmedaillen (in der Einerverfolgung bei den Olympischen Spielen 1996 in Atlanta und im Punktefahren 2000 in Sydney), ein Gesamtweltcup, vier Spezialweltcups, ein EM-Goldmedaille (im Omnium 1997 in Berlin), eine WM-Silbermedaille (in der Verfolgung 1995 in Bogotá), eine WM-Bronzemedaille (in der Verfolgung 1996 in Manchester), 13 Weltcuprennen sowie 16 italienische Meisterschaften. Dabei stellte sie auch zwei Weltrekorde und einen olympischen Rekord auf. Zusätzlich gewann sie in dieser Zeit 14 Straßenrennen.
Nach ihrem Karriereende im Radsport im Jahre 2000 bestritt Bellutti eine Saison als Anschieberin im Zweierbob mit Rodel-Olympiasiegerin Gerda Weißensteiner; das Duo wurde bei den Olympischen Spielen 2002 in Salt Lake City Siebente.

## Erfolge
1994
- Italienische Meisterin – Einerverfolgung

1995
- Weltmeisterschaft – Einerverfolgung
- Bahnrad-Weltcup in Manchester – Einerverfolgung
- Italienische Meisterin – Einerverfolgung, 500-Meter-Zeitfahren

1996
- Olympiasiegerin – Einerverfolgung
- Weltmeisterschaft – Einerverfolgung
- Bahnrad-Weltcup in Cali – Einerverfolgung, 500-Meter-Zeitfahren
- Bahnrad-Weltcup in Athen – Einerverfolgung
- Italienische Meisterin – Einerverfolgung, 500-Meter-Zeitfahren

1997
- Bahnrad-Weltcup in Adelaide – Einerverfolgung
- Bahnrad-Weltcup in Cali – Einerverfolgung, Punktefahren
- Bahnrad-Weltcup in Fiorenzuola d’Arda – Einerverfolgung
- Bahnrad-Weltcup in Quartu Sant’Elena – Einerverfolgung, Punktefahren
- Bahnrad-Weltcup in Athen – Punktefahren
- Europameisterschaft – Omnium
- Italienische Meisterin – Einerverfolgung, Punktefahren, Sprint, 500-Meter-Zeitfahren

1998
- Bahnrad-Weltcup in Cali – Einerverfolgung, Punktefahren
- Italienische Meisterin – Einerverfolgung, 500-Meter-Zeitfahren

1999
- Europameisterschaft – Omnium
- Italienische Meisterin – Punktefahren, Sprint, 500-Meter-Zeitfahren

2000
- Olympiasiegerin – Punktefahren
- Italienische Meisterin – Einerverfolgung, 500-Meter-Zeitfahren